# Посольство Албании в России
Посольство Албании в Российской Федерации — официальная дипломатическая миссия Албании в России, расположена в Москве на Якиманке на Мытной улице рядом с Калужской площадью. Впервые дипломатические отношения между СССР и Албанией были установлены в 1934 году, но с тех пор несколько раз прерывались. Современное посольство в России открыто в 1991 году. 
- Адрес посольства: 119049, Москва, Мытная улица, 3
- Индекс автомобильных дипломатических номеров посольства — 129.

## Дипломатические отношения
Дипломатические отношения между СССР и Албанией были установлены в 1934 году и поддерживались вплоть до оккупации Албании Италией в апреле 1939 года. После окончания Второй мировой войны они были восстановлены 10 ноября 1945 году на уровне миссий, а с 1956 года – на уровне посольств. 30 июля 1990 года в Тиране подписан протокол о нормализации отношений между СССР и Албанией, прерванных в 1961 году. В 1991 году возобновлена деятельность посольств.

## Послы Албании в России
| - Костандин Ташко (1946—1948) - Михал Прифти (1948—1949) - Реис Малиле (1949, врем. поверенный) - Васил Натанаили (1954—1957) - Нести Насе (1958—1961) - Пертеф Хасаматай (1991—1992) - Арбен Цици (1992—1997) - Шпетим Чучка (1997—1998) | - Шакир Вукай (1998—2001) - Авни Джелили (2001—2005) - Халит Фуррик (2005—2006) - Теодор Лако (2006—2009) - Сокол Гиока (2009—2015) - Арбен Газиони (2015—2024) - Генц Пецани (2024—н. в.) |